# Икарус 280.92Т
Ikarus 280.92T е съчленен тролейбус, базиран на автобус Ikarus 280. Производството му е базирано в Mátyásföld в град Будапеща, Унгария. Модификацията 280.92 е специално произвеждана за България. Характеризира се с тъмносин цвят и жълта хоризонтална лента, малка отваряема част на прозорците, врати тип „хармоника“, разглобяеми джанти и кабина за шофьора. 

## История
Първият тролейбус Ikarus 280 е произведен през 1975 под модификацията 280.T1, като използва електрооборудване от тролейбус ЗиУ 5. Година по-късно, през 1976 започва и серийното производство на модела 280.91T, също използващ електрооборудване от ЗиУ 5. В Будапеща се експлоатират 78 бройки до 1995 г., когато са заменени от новите Ikarus 435.81T.
През 1985 г. започва и прозиводството на Ikarus 280.92T за София. През тази година са произведени 25 броя за София и 25 броя от модификацията за ГДР - 280.93. И двата модела използват електрооборудване, произведено от Ganz Elektrotechnische Werke.
Втората и третата доставка на Ikarus 280.92T за София са през 1987 и 1988 година, като общо са доставени 151 броя. 
Четвъртата и последна доставка от модела е за Враца през 1991 г., състояща се от 4 броя, закупени от химически завод "Химко".
През 1989 година се прави и втора доставка от модификацията 280.93 за ГДР, съдържаща 30 броя. Модификацията 280.93 бива доставена в общо 5 града - Ваймар, Потсдам, Зул, Еберсвалде и Хойесверда. След обединението на Германия, част от тролейбусите са бракувани, други са продадени в Тимишоара, Румъния, трети в Талин, Естония, а някои и в Челябинск, Русия. В днешни дни няма нито един екземпляр от модела, нито в движение, нито като музеен експонат.
Паралелно с доставките за София и ГДР са произведени 83 броя Ikarus 280.94T за Будапеща в периода 1986 - 1989 г. 

## Прототипи
В периода 1978 - 1981 година са разработвани различни прототипи,някои  от които с тиристорно управление, в които участват марките Hitachi, BBC, Ganz, Kiepe, както и студенти от Будапещенския технически университет, като през 1985 г. за серийното производство на тролейбусите Ikarus, бива избрана унгарският производител Ganz. В периода 1985 - 1991 г. са произведени общо 293 тролейбуса Ikarus Ganz за България, Унгария и ГДР. През 1987г. допълнително е произведен и 1 брой Ikarus 280.92T в ролята на прототип за Москва, Русия. Под номер 199, през 1996г. е преобордуван контакторен прототип в Будапеща, като му е поставено електрообордуване от Ganz. Заедно с прототипите 280.Т6 и 260.Т1, тролейбусите с електрообордуване, произведено от Ganz Elektrotechnische Werke наброяват 297 броя. 
- Ikarus 280.T1 (прототип)
- Година на производство: 1975
- Електрооборудване: ЗиУ 5
- Ikarus 280.T3 (прототип)
- Година на производство: 1978
- Електрооборудване: ВВС (Швейцария)
- Ikarus 280.T4 (прототип)
- Година на производство: 1978
- Електрооборудване: Kiepe
- Ikarus 280.T6 (прототип)
- Година на производство: 1980
- Електрооборудване: Ganz/BBC Унгария
- Ikarus 280.T7 (прототип)
- Година на производство: 1980
- Електрооборудване: Hitachi
- Ikarus 280.T8 (прототип)
- Година на производство: 1981
- Електрооборудване: BKV-VKI

## Модификации
- Ikarus 280.91T (за Будапеща)
- Година на производство: 1981
- Електрооборудване: ЗиУ 5
- Ikarus 280.92T (за България)
- Година на производство: 1985 – 1991
- Електрооборудване: Ganz Унгария
- Ikarus 280.93T (за ГДР)
- Година на производство: 1985 – 1989
- Електрооборудване: Ganz Унгария
- Ikarus 280.94T (за Будапеща)
- Година на производство: 1987 – 1989
- Електрооборудване: Ganz Унгария
- Ikarus 280.T9.90 (за Сегед и Дебрецен)
- Година на производство: 1991
- Електрооборудване: ЗиУ 9

## Галерия
- Ikarus 280.92 (1987) in Sofia, Bulgaria
- Ikarus 280.92 (1987) in Sofia, Bulgaria
- Ikarus 280.93 (1985) in Timisoara, Romania
- Ikarus 280.93 (1989) in GDR
- Ikarus 280.93 (1989) in Tallinn, Estonia